# Miguel Ángel Rodríguez Echeverría
Pour les articles homonymes, voir Pacheco.
Miguel Ángel Rodríguez Echeverría, né le 9 janvier 1940 à San José, est un économiste, avocat, homme d'affaires et homme d'État costaricien.
Il est président du Costa Rica de 1998 à 2002 et brièvement secrétaire général de l’Organisation des États américains (OEA) en 2004, avant de retourner dans son pays pour faire face aux allégations de corruption pendant son mandat présidentiel. Accusé d’avoir reçu 2,4 millions de dollars en pots-de-vin de l’entreprise française Alcatel, il est condamné le 27 avril 2011 à une peine de cinq de prison.

## Biographie

### Jeunesse et début de carrière
Miguel Ángel Rodríguez Echeverría étudie à l'université du Costa Rica où il obtient des diplômes en sciences économiques (1962) et en droit (1963) et y travaille brièvement en tant que professeur de sciences économiques. Il poursuit à l'université de Californie à Berkeley aux États-Unis, où il décroche sa maîtrise ès arts et son doctorat en sciences économiques en 1966. Sa thèse porte sur la politique monétaire. Juste après avoir reçu son diplôme, il revient au Costa Rica et est nommé ministre de la planification et membre du conseil d'administration de la Banque centrale pendant le gouvernement du président José Joaquín Trejos (1966-1970).
Dans les années 1970 et 1980, Rodríguez partage son travail académique en tant que professeur des sciences économiques à l'université du Costa Rica (UCR) et à l'université autonome de l'Amérique centrale avec la direction d’un holding destiné à la commercialisation de viande de bœuf, Grupo Ganadero industriel, SA. Pratiquant catholique et croyant à la libre entreprise, Rodríguez gagne une réputation d'intellectuel conservateur. Son frère, Álvaro Rodríguez, est de 2000 à 2014, le supérieur général de la congrégation des Frères des Écoles chrétiennes.

### Carrière politique
Membre du Parti unité sociale-chrétienne (PUSC), Rodríguez est élu comme député en 1990. Il préside l'Assemblée législative entre 1991 et 1992.
Il se présente deux fois comme candidat à la présidence du Costa Rica. En 1990, il n'obtient pas l'investiture son parti, laquelle est attribuée à Rafael Calderón, lequel est élu président du pays. En 1994, il est investi candidat du PUSC, mais il perd l'élection, battu par José María Figueres. 
Le 1er février 1998, il est élu président. Malgré son expérience en tant qu'économiste et homme d'affaires, sa présidence est généralement considérée comme inefficace. Les reformes de libre marché proposées par lui, y compris un plan pour abandonner le monopole d'État sur les télécommunications, sont retirées à cause de l'opposition des syndicats des employés de l'État et d'autres groupes, mais il réussit à réformer le système de retraite [citation requise] en l'ouvrant à la participation privée. Il parvient aussi à privatiser l’opération du port principal dans l'océan Pacifique (Caldera) [citation requise]. 
Après sa présidence, Rodríguez est professeur visiteur à l'université George-Washington à Washington.

### Secrétaire général de l'Organisation des États américains
Le 7 juin 2004, il est choisi pour remplacer César Gaviria comme secrétaire général de l’OEA et prend possession du poste le 15 septembre suivant. Le 8 octobre cependant il remet sa démission qui prend effet à partir du 15 octobre, et il est remplacé à titre transitoire par le secrétaire général adjoint Luigi Einaudi, un ancien fonctionnaire de département d'État des États-Unis. 

## Participation alléguée dans des scandales de corruption
Rodríguez retourne au Costa Rica et est d'abord placé sous arrestation à domicile et deux semaines plus tard, il est écroué en prison, en attendant l'enquête postérieure. Son parti , le PUSC, l'exclue de ses rangs, avant de le réintégrer étant donné que le procès n’a pas encore eu lieu (citation requise).

### Contributions politiques illégales de Carlos Hank
En 1997, alors que Rodriguez était candidat pour la présidence du Costa Rica, il a rencontré Carlos Hank González, un politicien mexicain et richissime homme d'affaires. Il a apparemment accepté des contributions illégales de Hank. La plupart des articles parus dans les médias internationaux ont tout au moins laissé entendre que Hank avait des liens étroits avec l'argent du crime organisé. Refuse d'accepter les accusations 

### Paiements illégaux deTaiwan
Les informations des médias indiquent que Rodríguez avait reçu 1,4 million de dollars américains du gouvernement de Taïwan. Ce montant a été déposé au Panama dans un compte de la firme Inversiones Denisse, une compagnie censée d’appartenir à Rodríguez. Ses avocats réclament que Rodriguez n'était plus le propriétaire d'Inversiones Denisse quand les paiements ont eu lieu. On ne connait pas la motivation des paiements du gouvernement taiwanais. Cependant, des fonctionnaires taiwanais ont reconnu que leur coopération avec des alliés a fini dans des affaires de corruption. Le Président Ma Ying Jeou avait promis de finir avec ce qu'il a appelé « la diplomatie du chéquier ». En 2007, le Costa Rica a rompu ses relations diplomatiques avec Taïwan, et le pays a établi des relations diplomatiques avec la Chine.

### Paiements provenant des ré-assureurs (PSW et Guy Carpenter Reinmex)
PSW, un ré-assureur de Londres et Guy Carpenter Reinmex, un ré-assureur du Mexique ont transféré entre 1999 et 2001 au moins 200 000 USD a une société propriété de Rodriguez. L'argent est allé à un compte de la firme Inversiones Denisse, possédé par Rodriguez. Deux des chèques (chacun de 1 500 000 USD) provenaient de PWS, un ré-assureur basé en Grande-Bretagne. On soupçonne cette compagnie d’avoir gonflé le prix de polices de réassurance payées par l'Instituto Costarricense de Electricidad (ICE), fin de créer un fonds discrétionnaire de 1,6 million de dollars. Le président du ICE au moment de l'opération était Rafael Sequeira, beau-père d'un de fils de Rodriguez.

### Scandale ICE-Alcatel
Rodriguez attend son procès à cause de pots-de-vin prétendument reçus d'Alcatel (800 000 USD) que José Antonio Lobo affirme avoir transférés à Rodriguez, en échange de l'obtention d'un contrat pour la compagnie en 2001, consistant en l'installation de systèmes de téléphonie cellulaire au pays. C’est ce scandale qui a provoqué la démission de Rodriguez du poste de Secrétaire général de l’OEA en 2004.
Christian Sapsizian, un citoyen français et l'ancien cadre d'Alcatel, a accepté de négocier avec le fisc aux États-Unis en relation avec l'affaire. Il a été condamné, entre autres, à 30 mois de prison, ainsi qu’au paiement d’une amende de 261 500 $, après avoir admis sa participation à l'arrangement qui mèna aux paiements de US $2.5 millions à Rodriguez et autres personnes liées au ICE au Costa Rica. Sapsizian était le vice-président d'Alcatel pour l’Amérique latine.